# Anna Iżykowska-Mironowicz
Anna Iżykowska-Mironowicz z domu Iżykowska, także jako: Anna Iżykowska, Anna Grzybowska, Anna Dolewska, Anna Grzybowska-Dolewska, Anna Mironowicz (ur. 27 czerwca 1938 w Łodzi, zm. 21 grudnia 2016, tamże) – dziennikarka i krytyczka muzyczna i autorka opracowań muzycznych ponad tysiąca filmów fabularnych oraz seriali telewizyjnych.

## Życiorys
Ukończyła studia na Wydziale Teorii Specjalnej Akademii Muzycznej w Łodzi (1960) i w latach 90. XX w. studia w Państwowej Wyższej Szkole Filmowej, Telewizyjnej i Teatralnej w Łodzi. W połowie lat 60. XX w. związała się Wytwórnią Filmów Fabularnych w Łodzi, gdzie zajmowała się muzycznym opracowywaniem i konsultowaniem filmów, w tym m.in.: „Żywot Mateusza”, „Sól ziemi czarnej”, „Pana Wołodyjowskiego”, „Rejs”, „Noce i dnie”, „Znachora”, „C.K. Dezerterów” oraz sztuk teatralnych. Ponadto jako krytyk muzyczny współpracowała z prasą, w tym takimi tytułami jak m.in.: – „Express Ilustrowany”, „Trybuna Łódzka”, „Kurier Łódzki”, „Polityka”, „Ruch Muzyczny”, „Głos Robotniczy”, „Głos Poranny” i „Poradnik Muzyczny”. Jest również autorką reportaży z tournèe Filharmonii Łódzkiej i Teatru Wielkiego w Łodzi oraz zbioru wierszy dla dzieci „Czaka pana Maćka”. W Radiu Parada była autorką stałych audycji muzycznych (1997–1999).
Od 1964 należała do Stowarzyszenia Dziennikarzy Polskich i Stowarzyszenia Filmowców Polskich.

## Życie prywatne
Była córką była Romana Iżykowskiego (1912–1999) – muzykologa, dziekana w Państwowej Wyższej Szkole Muzycznej w Łodzi. Jej mężem był Piotr Mironowicz. Mieszkała przy ul. Piotrkowskiej 204/164 w Łodzi.
Została pochowana na cmentarzu komunalnym na Dołach w Łodzi (kwatera XXXVIII – 6 – 6).

## Odznaczenia
- Złoty Krzyż Zasługi,
- Odznaka „Zasłużony Działacz Kultury”[5]

## Filmografia
- 1970 – „Monidło”
- 1970 – „Lokis. rękopis profesora Wittembacha”
- 1970 – „Martwa fala”
- 1970 – „Pejzaż z bohaterem”
- 1970 – „Przystań”
- 1970 – „Raj na ziemi”
- 1970 – „Rejs”
- 1970 – „Romantyczni”
- 1970 – „Różaniec z granatów”
- 1970 – „Twarz anioła”
- 1970 – „Wakacje z duchami”
- 1970 – „Zapalniczka”
- 1970 – „Doktor Ewa”
- 1970 – „Dzień listopadowy”
- 1970 – „Kaszebe”
- 1971 – „Brylanty pani Zuzy”
- 1971 – „Egzamin”
- 1971 – „Gwiazda wytrwałości”
- 1971 – „Jak daleko stąd, jak blisko”
- 1971 – „Jeszcze słychać śpiew. i rżenie koni...”
- 1971 – „Kocie ślady”
- 1971 – „Niedziela Barabasza”
- 1971 – „Perła w koronie”
- 1971 – „Przez dziewięć mostów”
- 1971 – „Samochodzik i templariusze”
- 1971 – „Seksolatki”
- 1971 – „Wiktoryna, czyli czy pan pochodzi z Beauvais?”
- 1971 – „Złote koło”
- 1972 – „Droga w świetle księżyca”
- 1972 – „Dziewczyny do wzięcia”
- 1972 – „Kopernik”
- 1972 – „Na krawędzi”
- 1972 – „Ogłoszenie matrymonialne”
- 1972 – „Opętanie”
- 1972 – „Palec Boży”
- 1972 – „Podróż za jeden uśmiech”
- 1972 – „Skarb trzech łotrów”
- 1972 – „Skorpion, Panna i Łucznik”
- 1972 – „Skrzydła”
- 1972 – „Szklana kula”
- 1972 – „Wyspy Szczęśliwe”
- 1973 – „Chłopi”
- 1973 – „Ciemna rzeka”
- 1973 – „Drzwi w murze”
- 1973 – „Gościnny występ”
- 1973 – „Hubal”
- 1973 – „Na niebie i na ziemi”
- 1973 – „Nie będę cię kochać”
- 1973 – „Nocleg”
- 1973 – „Profesor na drodze”
- 1973 – „Sanatorium pod Klepsydrą”
- 1973 – „Stawiam na Tolka Banana”
- 1973 – „Wniebowzięci”
- 1973 – „Zazdrość i medycyna”
- 1973 – „Znak”
- 1974 – „Głowy pełne gwiazd”
- 1974 – „Gniazdo”
- 1974 – „Koniec babiego lata”
- 1974 – „Koniec wakacji”
- 1974 – „Linia”
- 1974 – „Nie ma róży bez ognia”
- 1974 – „Orzeł i reszka”
- 1974 – „Pełnia nad głowami”
- 1974 – „Pójdziesz ponad sadem”
- 1974 – „Zaczarowane podwórko”
- 1975 – „Beniamiszek”
- 1975 – „Bielszy niż śnieg”
- 1975 – „Czerwone i białe”
- 1975 – „Dzieje grzechu”
- 1975 – „Kazimierz Wielki”
- 1975 – „Niespotykanie spokojny człowiek”
- 1975 – „Noce i dnie”
- 1975 – „Skazany”
- 1975 – „Trzecia granica”
- 1975 – „W środku lata”
- 1975 – „W te dni przedwiosenne”
- 1975 – „Wieczór u Abdona”
- 1975 – „Zawiłości uczuć”
- 1975 – „Zawodowcy”
- 1975 – „Znikąd donikąd”
- 1976 – „Bezkresne łąki”
- 1976 – „Daleko od szosy”
- 1976 – „Klara i Angelika”
- 1976 – „Najlepsze w świecie”
- 1976 – „Ocalić miasto”
- 1976 – „Ptaki, ptakom...”
- 1976 – „Romans prowincjonalny”
- 1976 – „Trędowata”
- 1976 – „Trochę wielkiej miłości”
- 1976 – „Zagrożenie”
- 1976 – „Zaklęty dwór”
- 1976 – „Zielone, minione...”
- 1977 – „Biohazard”
- 1977 – „Granica”
- 1977 – „Milioner”
- 1977 – „Nie zaznasz spokoju”
- 1977 – „Około północy”
- 1977 – „Poza układem”
- 1977 – „Rebus”
- 1977 – „Szarada”
- 1977 – „Śmierć prezydenta”
- 1977 – „Tańczący jastrząb”
- 1978 – „Aktorzy prowincjonalni”
- 1978 – „Akwarele”
- 1978 – „Bestia”
- 1978 – „Biały mazur”
- 1978 – „Pogrzeb świerszcza”
- 1978 – „Romans Teresy Hennert”
- 1978 – „Umarli rzucają cień”
- 1978 – „Wysokie loty”
- 1978 – „Życie na gorąco”
- 1979 – „Aria dla atlety”
- 1979 – „Cham”
- 1979 – „Chciałbym się zgubić...”
- 1979 – „Córka albo syn”
- 1979 – „Elegia”
- 1979 – „Hotel klasy lux”
- 1979 – „Kobieta i kobieta”
- 1979 – „Lekcja martwego języka”
- 1979 – „Obok”
- 1979 – „Ojciec królowej”
- 1979 – „Paciorki jednego różańca”
- 1979 – „Placówka”
- 1979 – „Bezpośrednie połączenie”
- 1980 – „Nasze podwórko”
- 1980 – „Pałac”
- 1980 – „Rodzina Leśniewskich”
- 1980 – „Rycerz”
- 1980 – „Spotkanie na Atlantyku”
- 1980 – „W biały dzień”
- 1980 – „Wizja lokalna 1901”
- 1980 – „Ćma”
- 1980 – „Dziewczyna i chłopak”
- 1980 – „Kariera Nikodema Dyzmy”
- 1980 – „Kłusownik”
- 1980 – „Królowa Bona”
- 1980 – „Laureat”
- 1981 – „Jan Serce”
- 1981 – „Karabiny”
- 1981 – „Limuzyna Daimler-Benz”
- 1981 – „Spokojne lata”
- 1981 – „Wahadełko”
- 1981 – „Znachor”
- 1982 – „Austeria”
- 1982 – „Do góry nogami”
- 1982 – „Epitafium dla Barbary Radziwiłłówny”
- 1982 – „Gry i zabawy”
- 1982 – „Klakier”
- 1982 – „Nieciekawa historia”
- 1982 – „Pensja pani Latter”
- 1982 – „Popielec”
- 1983 – „Adopcja”
- 1983 – „Fort 13”
- 1983 – „Fucha”
- 1983 – „Magiczne ognie”
- 1983 – „Mgła”
- 1983 – „Na straży swej stać będę”
- 1983 – „Ostrze na ostrze”
- 1983 – „Przeznaczenie”
- 1983 – „Psychoterapia”
- 1983 – „Tajemnica starego ogrodu”
- 1983 – „Thais”
- 1983 – „Wedle wyroków twoich...”
- 1983 – „Wir”
- 1984 – „Alabama”
- 1984 – „Engagement”
- 1984 – „Kobieta z prowincji”
- 1984 – „Pismak”
- 1984 – „Porcelana w składzie słonia”
- 1984 – „Przyspieszenie”
- 1984 – „Ultimatum”
- 1984 – „W starym dworku, czyli niepodległość trójkątów”
- 1984 – „Zamiana”
- 1985 – „Diabelskie szczęście”
- 1985 – „Głód”
- 1985 – „Gra w ślepca”
- 1985 – „Mokry szmal”
- 1985 – „Nie bój się”
- 1985 – „Okruchy wojny”
- 1985 – „Sceny dziecięce z życia prowincji”
- 1985 – „Tate”
- 1985 – „W cieniu nienawiści”
- 1985 – „Wakacje w Amsterdamie”
- 1985 – „Wkrótce nadejdą bracia”
- 1985 – „Zamach stanu”
- 1985 – „Zielone kasztany”
- 1985 – „Żaglowiec”
- 1986 – „Komediantka”
- 1986 – „Biała wizytówka”
- 1986 – „Cudowne dziecko”
- 1986 – „Cudzoziemka”
- 1986 – „ESD”
- 1986 – „Inna wyspa”
- 1986 – „Komedianci z wczorajszej ulicy”
- 1986 – „Magnat”
- 1986 – „Nad Niemnem”
- 1986 – „Ostatni dzwonek”
- 1986 – „Pokój dziecinny”
- 1987 – „Kocham kino”
- 1987 – „Ludożerca”
- 1987 – „Między ustami a brzegiem pucharu”
- 1987 – „Opowieść Harleya”
- 1987 – „Pantarej”
- 1987 – „Sonata marymoncka”
- 1987 – „Śmierć Johna L.”
- 1987 – „Tabu”
- 1987 – „Trójkąt bermudzki”
- 1987 – „Ucieczka z miejsc ukochanych”
- 1988 – „Desperacja”
- 1988 – „Diaspora”
- 1988 – „Gwiazda Piołun”
- 1988 – „Jemioła”
- 1988 – „Koniec świata”
- 1988 – „Kornblumenblau”
- 1988 – „Nowy Jork, czwarta rano”
- 1989 – „Kanclerz”
- 1989 – „Oko cyklonu”
- 1989 – „Powrót wabiszczura”
- 1989 – „Żelazną ręką”
- 1989 – „Gdańsk 39”
- 1990 – „Dziewczyna z Mazur”
- 1990 – „Kramarz”
- 1990 – „Powrót wilczycy”
- 1990 – „Pożegnanie jesieni”
- 1990 – „W piątą stronę świata”
- 1990 – „Zabić na końcu”
- 1991 – „Cheat (szuler)”
- 1991 – „Cynga”
- 1991 – „Nad rzeką, której nie ma”
- 1991 – „Obywatel świata”
- 1991 – „Skarga”
- 1993 – „Wow”
- 1993 – „C' est mon histoire”
- 1993 – „Tu stoję...”
- 1993 – „Komedia małżeńska”
- 1993 – „Autobiografia pośmiertna Kaskadera Fusa”
- 1994 – „Stan nieważkości”
- 1994 – „Siedem pięter”
- 1994 – „Polska śmierć”
- 1994 – „Podróż Na Wschód”
- 1994 – „Kino Kino Kino”
- 1995 – „Łagodna”
- 1995 – „Kamień Na Kamieniu”
- 1997 – „Taekwondo”
- 1997 – „Księga Wielkich Życzeń”
- 1997 – „Gąszcz”
- 1997 – „Badhead”
- 1998 – „Ze Snu Sen”
- 1998 – „Korespondent”
- 1998 – „Syzyfowe prace”
- 1999 – „Dom”
- 2000 – „Syzyfowe Prace”
- 2000 – „Białe i czarne”
- 2001 – „Listy miłosne”
- 2005 – „Na dnie”
- 2008 – „Źródło”
- 2008 – „Kim ja dla ciebie jestem?”
- 2012 – „Ślady”
- 2013 – „O dwóch facetach na stacji kosmicznej”
- 2013 – „Jaskółka”
- 2014 – „Urodzony dwa razy”

Źródło: Filmpolski.pl.